# Ataíde
Ataíde is een plaats (freguesia) in de Portugese gemeente Amarante en telt 1 082 inwoners (2001).